# صدق (ألبوم جاستن بيبر)
بيليف بمعنى صدق (بالإنجليزية: Believe)‏ هو ألبوم الإستوديو الثالث للمغني الكندي جاستن بيبر، الذي صدر في 15 يونيو 2012، من قبل آيلاند ريكوردز. في محاولة للانتقال من أساليب بوب الشباب في جهوده الأولى المكونة من قطعتين ماي ورلد (2009) وماي ورلد 2.0 (2010)، اختار بيبر إنشاء سجل متابعة يتضمن عناصر أكثر بروزاً من رقص البوب (موسيقى) وآر أند بي معاصر. الألبوم من إنتاج أشر والمدير سكوتر براون بالإضافة إلى رودني جيركينز وهيت بوي وديبلو وماكس مارتن.
عند صدوره، تلقى الألبوم آراء مواتية بشكل عام من صحافة الموسيقى، الذين قدروا تطورها من أعمال بيبر السابقة. وقد احتل المركز الأول في قائمة بيلبورد 200 في الولايات المتحدة الأمريكية، حيث حقق مبيعات بلغت 374،000 نسخة في الأسبوع الأول، وحصل في وقت لاحق على شهادة البلاتينيوم المعتمدة من رابطة صناعة التسجيلات الأمريكية (RIAA) للمبيعات التي تجاوزت مليون وحدة. على الصعيد الدولي، يتمتع السجل بنجاح مماثل. ظهرت لأول مرة على خريطة الألبومات الكندية، حيث حصلت في النهاية على اعتراف البلاتين المزدوج. بالإضافة إلى ذلك، ظهر الألبوم في المرتبة الأولى على اللائحة الأسبوعية للألبومات الأعلى مبيعا في المملكة المتحدة، وتم اعتماده لاحقًا بالذهب. وفقا لمنظمة الاتحاد الدولي للصناعة الفونوغرافية (IFPI)، كان الألبوم هو السادس من بين أكثر الألبومات مبيعا في العالم لعام 2012 حيث بيعت ثلاثة ملايين نسخة.
تم إصدار خمسة أغنيات من الألبوم، وكل منهم حققوا نجاحات دولية. بلغت «بوى فريند» ذروتها حيث حققت المركز الأول في المركز الثاني على قائمة بيلبورد هوت 100 في الولايات المتحدة، ووصل إلى المركز الأول على كاناديان هوت 100. وتمت متابعة «آز لونغ آز يو لوف مي» و«بيوتي أند أ بيت» بشكل معتدل في جميع أنحاء العالم، وتم وضعه ضمن العشرة الأوائل في الولايات المتحدة وكندا. حصلت أغنية «رايت هير» على القليل من العروض الترويجية، مما أدى إلى بلوغ ذروته في النهاية السفلى من بيلبورد هوت 100، في حين أن الأغنية النهائية «آول أروند ذا ورلد» تم عرضها بشكل معتدل في معظم الأسواق. تمت ترقية المشروع بالإضافة إلى ذلك من خلال جولة بيليف تاور في عام 2012 وعام 2013. تم إصدار الألبوم الريمكس بيليف أكوستيك في يناير 2013.

## الأغانى منفردة
أعلن بيبر عبر تويتر أنه سيتم إصدار أول أغنية منفردة من ألبومه الثالث القادم، بيليف في مارس 2012. في 1 مارس 2012، ظهر بيبر في ألين دي جينيريس شو ليعلن أن أول أغنية من ألبومه القادم، بيليف، سوف يطلق عليها اسم «بوي فريند» وتم إصدارها في 26 مارس 2012. كتب الأغنية بيبر ومايك بوسنر، وأنتجها بوزنر وماسون ليفي. تم نشر غلافين على موقع بيبر، وتم تشجيع المعجبين على التصويت على أي غلاف يفضلونه؛ مع أكبر عدد من الأصوات للغلاف، وستصبح الغلاف الرسمي للأغنية. وصلت الأغنية «بوى فريند» إلى المركز الثاني على بيلبورد هوت 100. كما وصلت إلى المراكز العشرة الأولى في العديد من البلدان حول العالم.
أكدت آيلاند ديف جام في 26 يونيو 2012 أن الأغنية «آز لونغ آز يو لوف مي» مع بيغ شون، والتي تم إصدارها سابقًا كأغنية منفردة ترويجية ثالثة وأخيرة كجزء من العد التنازلي لألبومات آى تيونز إلى بيليف، تم إصدارها الآن كأغنية رسمية منفردة ثانية من الألبوم. أثر ذلك رسميًا على أفضل 40 قناة في الولايات المتحدة الأمريكية/الإذاعة الإيقاعية في 10 يوليو 2012.
«بيوتي أند أ بيت»، هي ثالث أغنية من الألبوم. تم إصدارها في 13 نوفمبر 2012 وتضم غناء من مغنية الراب نيكي ميناج. بلغت ذروتها حتى الآن 5 في الولايات المتحدة.
تم إصدار «رايت هير» التي تضم غناء دريك باعتبارها رابع أغنية في الولايات المتحدة، مما أثر على الراديو الإيقاعي في الولايات المتحدة في 5 شباط 2013.
«آول أروند ذا ورلد» التي تم إصدارها كأغنية ترويجية، تم إصدارها كأغنية دولية رابعة من الألبوم بيليف. وتم إصدارها في الولايات المتحدة في 26 فبراير 2013 كأغنية خامسة وأخيرة من الألبوم في الولايات المتحدة وفي المملكة المتحدة في 1 أبريل 2013.

### الأغانى الترويجية
أول أغنية ترويجية من الألبوم، هي أغنية «أموت بين ذراعيك»، تم إصدارها على آى تيونز في 29 مايو 2012. ثم أغنية «في جميع أنحاء العالم»، التي تضم غناء لوداكريس، تم إصدارها على آي تيونز في 4 يونيو 2012. تم إصدار أغنية «آز لونغ آز يو لوف مي»، التي تضم غناء بيغ شون، في 11 يونيو 2012، باعتبارها أغنية ترويجية ثالثة.

### أغانى أخرى
في 7 مايو 2012، أعلن بيبر أنه سيصدر أغنية بعنوان «ترن تو يو (إهداء لعيد الأم)» يوم 11 مايو 2012 لعيد الأم في عطلة نهاية الأسبوع. وذكر أن حصيلة الأغنية ستذهب لمساعدة الأمهات العازبات. «رايت هير»، مع دريك، ظهرت أيضا لأول مرة في رقم 95 على هوت 100. لم يتم إصدار أغنية «على ما يرام» كأحد أغانى الألبوم المنفردة، ولكن تم اعتمادها بالذهب في الدنمارك.

## قائمة أغانى الألبوم
- آول أروند ذا ورلد متضمنة لوداكريس

- بوى فريند

- آز لونغ آز يو لوف مي متضمنة بيغ شون

- متمسك بمشاعرى

- أخذك

- رايت هير متضمنة دريك

- تقعين

- داى أين يور أرمس

- أفكار عنك

- بيوتي أند أ بيت

- حب واحد

- على ما يرام

- صدِّق

- أحبيني كما تفعلى

- حكاية خيالية متضمنة جيدن سميث

- فتاة خارج المدينة

- هي لا تحب الأضواء

- ماريا

- فقط مثلهم

## روابط خارجية
- بيليف على موقع ميتاكريتيك (الإنجليزية)
- بيليف على موقع أول موفي (الإنجليزية)